# Uzunada
Uzunada (z tur. duża wyspa) – wyspa na zachodnim wybrzeżu Turcji, usytuowana u wejścia do Zatoki Izmirskiej, dzięki czemu ma strategiczne znaczenie i jest chroniona przez turecką marynarkę. Położona jest pomiędzy półwyspem Karaburun na zachodzie i gminą Foça na wschodzie. Rozciąga się na ok. 9 kilometrów w linii północ-południe. Ma powierzchnię 25,4 km², co czyni ją 100. pod względem wielkości wyspą Morza Śródziemnego, trzecią pod względem wielkości na Morzu Egejskim, a także czwartą pod względem wielkości należącą do Turcji. Jej dawna grecka nazwa brzmi Drymusa (Δρυμούσσα), znana jest także pod późniejszymi greckimi terminami Makronisi (długa wyspa) i Englezonisi (wyspa Anglików). To ostatnie miano może jednak od miasta Klazomenaj po drugiej stronie wybrzeża. Według historyka Polibiusza miasto to otrzymało wyspę po traktacie pokojowym z Apamei w 188 r. p.n.e.
Wyspa została zajęta przez Anglików (4th Squadron) w kwietniu 1916 roku. 14 maja Turcy zatopili brytyjski monitor HMS M30, a okupanci wycofali się. Na Uzunadzie otwarto urząd pocztowy w celu podtrzymania kontroli nad nią. Ponownie zajęta przez Brytyjczyków na krótko w 1919 roku jako wyraz poparcia dla greckiej okupacji prowincji Izmir. Po zakończeniu działań wojennych nastąpiła wymiana ludności i prawie 2,5 tysiąca Greków z wyspy zostało przesiedlonych do miejscowości Nea Jonia (obecnie część Wolos), a na ich miejsce sprowadzono Turków.
Uzunada to także nazwa wielu małych wysepek tureckich wzdłuż wybrzeża Morza Egejskiego.